# 小川剛生 (俳優)
小川 剛生（おがわ ごうき、1968年6月14日 - ）は、日本の男性俳優、声優。東京都立川市出身。演劇集団 円所属。別名義および本名は小川 剛。

## 来歴
1991年、円演劇研究所入所。1993年、演劇集団 円会員昇格。

## 人物
声種はハイバリトン。
趣味・特技はドラム演奏、太鼓、料理、山梨弁、江戸弁、京都弁。

## 出演

### テレビドラマ
- ATARU
- AIとテレビメディア
- 科捜研の女19
- 京都迷宮案内
- 月曜名作劇場
  - ヤメ判 新堂謙介 殺しの事件簿 - 篠田栄介
  - あんみつ検事の捜査ファイル - 小林
- 沈まぬ太陽
- 初代林家木久蔵 おバカのスーパースター
- その木戸を通って
- 大河ドラマ
  - 武蔵 MUSASHI
  - 平清盛
  - 軍師官兵衛（中村頼宗）
- 民王
- 強き蟻
- 天才刑事・野呂盆六
- トッカイ 不良債権特別回収部
- はつ恋
- 花子とアン
- 引き抜き屋
- まっつぐ〜鎌倉河岸捕物控〜
- モノクロームの反転
- やさしい関係
- リーガル・ハート 〜いのちの再建弁護士〜
- GO HOME〜警視庁身元不明人相談室〜 第7話（2024年9月7日、日本テレビ） - サラリーマン 役[4]
- 民王R 最終話（2024年12月10日、テレビ朝日） - 議員 役
- まどか26歳、研修医やってます! 第8話（2025年3月11日、TBS） - 古花島の住民 役[5]

### 映画
- 犬猿（2018年）
- 検察側の罪人（2018年）
- 旅猫リポート（2018年）
- 閉鎖病棟 -それぞれの朝-（2019年）
- お終活 熟春!人生、百年時代の過ごし方（2021年）

### テレビアニメ
- 精霊の守人（2007年）
- 四畳半神話大系（2010年）
- 山賊のむすめローニャ（2014年、チョルム）

### 劇場アニメ
- ももへの手紙（2012年、幸市）

### 吹き替え

#### 映画
- ガーディアンズ・オブ・ギャラクシー:リミックス（レッチ〈エヴァン・ジョーンズ〉[6]）
- キャッツ & ドッグス 地球最大の肉球大戦争（魔術師チャック〈ジャック・マクブレイヤー〉）
- グランド・クロス ドゥームズデイ・プロフェシー（ヘニング）
- ゴーストバスターズ（ベニー〈カラン・ソーニ〉）
- ジュラシック・ワールド（ロウェリー・クルーザース〈ジェイク・ジョンソン〉）※劇場公開版
- シルミド
- スカイランナー
- TUBE
- ハンナ・モンタナ/ザ・ムービー
- フリー・ガイ（バディ〈リル・レル・ハウリー〉[7]）

#### ドラマ
- ビッグ・ショーのファミリー・ショー（テリー〈ジェイリール・ホワイト（英語版）〉）
- プライミーバル

#### アニメ
- 天才犬ピーボ博士のタイムトラベル
- ベン10 エイリアン・フォース
- ライオン・キングのティモンとプンバァ

### ラジオドラマ
- 新宿の猫

### CM
- 興和 コルゲンコーワ ET
- 新幹線eチケット 乗り遅れますよ編・プレス発表編・リモート編
- DAIGO ヤンロン茶
- 日清食品 チキンラーメン
- デュラセル アルカリ乾電池
- マテリアル石油

### 舞台
- アインシュタインの休日
- あたしゃあなたの、
- あらしのよるに
- あわれ彼女は娼婦（ボジオ）
- 永遠‐PART1彼女
- オセロー
- から騒ぎ
- じゃじゃ馬ならし
- 十二夜
- シラノ・ド・ベルジュラック
- ぞんぞろり
- 裸足で散歩
- ペリクリーズ
- マクベス
- 魔女とたまごとお月様
- まちがいつづき
- まどさんのまど